# Петрович, Борис Петрович
Борис Петрович Петрович (бел. Барыс Пятровіч Пятровіч, настоящая фамилия Саченко; 17 июля 1959, дер. Великий Бор Хойникский район Гомельской области Белорусской ССР) — белорусский писатель, журналист, главный редактор журнала «Дзеяслоў» («Глагол»), председатель Союза белорусских писателей (с 2011 года).

## Биография
В 1984 окончил факультет журналистики Белорусского государственного университета.
Работал в газетах «Гомельская правда», «Звязда», «Літаратура і мастацтва», журнале «Полымя». С 1990 — ответственный секретарь еженедельника «Літаратура і мастацтва».
В 2002 году основал и стал главным редактором литературного журнала «Дзеяслоў», в котором публикуются произведения белорусских писателей и поэтов, отражается современный литературный процесс в Беларуси.
В декабре 2011 г. избран председателем Союза белорусских писателей.

## Творчество
Дебютировал с рассказом «Успамін. Яблыкі» в 1988 году.
Борис Петрович — писатель-модернист, яркий представитель экзистенциализма в современной белорусской литературе. В своём творчестве сочетает верность классической литературной традиции с точно выверенными наблюдениями за реалиями.
Произведения писателя переведены на английский, французский, немецкий, русский, польский, чешский, болгарский, словацкий, литовский, украинский и другие языки.

## Избранная библиография
- «Ловы» (1992)
- «Сон між пачвар» (1994)
- «Фрэскі» (1998)
- «Шчасце быць» (2004)
- «Жыць не страшна» (2008)
- «Піліпікі» (2009)
- «Плошча» (2010)

## Награды
- Медаль «100 лет БНР»
- Премия журнала «Маладосць» (1992)
- Премия «Гліняны Вялес» за 2008 год.